# 菅沼定重
菅沼 定重（すがぬま さだしげ、生年不明 - 没年不明）は、戦国時代の三河国の武将。菅沼氏庶流の都田菅沼家定重流初代当主。

## 生涯
都田菅沼家2代当主の菅沼元景の次男として生まれる。母は分かっていない。兄に都田菅沼家3代当主の菅沼忠久がいる。通称新右衛門。妻は不明だが、子に菅沼定仍に仕えた菅沼重吉と菅沼長栄がいる。

## 系譜
父：菅沼元景
母：不明
兄：菅沼忠久
妻：不明
　長男：菅沼重吉
　次男：菅沼長栄